# ماريون (كارولاينا الشمالية)
ماريون (بالإنجليزية: Marion)‏ هي مدينة أمريكية ومركز مقاطعة مكداويل في ولاية كارولاينا الشمالية في الولايات المتحدة الأمريكية.

## التركيبة السكانية
حدّد مكتب تعداد الولايات المتحدة بيانات التركيبة السكانية لماريون في تعداد الولايات المتحدة. في ما يلي، التركيبة السكانية حسب تعدادي 2000 و2010.

### تعداد عام 2000
بلغ عدد سكان ماريون 4,943 نسمة بحسب تعداد عام 2000، وبلغ عدد الأسر 2,146 أسرة وعدد العائلات 1,284 عائلة مقيمة في المدينة. في حين سجلت الكثافة السكانية 323.1 نسمة لكل كيلومتر مربع (836.8/ميل2). وبلغ عدد الوحدات السكنية 2,351 وحدة بمتوسط كثافة قدره 153.7 لكل كيلومتر مربع (398.1/ميل2).
وتوزع التركيب العرقي للمدينة بنسبة 83.23% من البيض و10.54% من الأمريكيين الأفارقة و0.28% من الأمريكيين الأصليين و1.05% من الأمريكيين ذوي الأصول الآسيوية و0.04% من سكان جزر المحيط الهادئ و3.82% من الأعراق الأخرى و1.03% من عرقين مختلطين أو أكثر و7.04% من الهسبانيون أو اللاتينيون من أي عرق.
بلغ عدد الأسر 2,146 أسرة كانت نسبة 28.2% منها لديها أطفال تحت سن الثامنة عشر تعيش معهم، وبلغت نسبة الأزواج القاطنين مع بعضهم البعض 41.1% من أصل المجموع الكلي للأسر، ونسبة 14.6% من الأسر كان لديها معيلات من الإناث دون وجود شريك، بينما كانت نسبة 4.1% من الأسر لديها معيلون من الذكور دون وجود شريكة وكانت نسبة 40.2% من غير العائلات. تألفت نسبة 37% من أصل جميع الأسر من عدة أفراد يعيشون في نفس المنزل ونسبة 20.4% كانت تتألف من شخص يعيش بمفرده يبلغ من العمر 65 عاماً أو أكثر. وبلغ متوسط حجم الأسرة المعيشية 2.19، أما متوسط حجم العائلات فبلغ 2.84.
بلغ العمر الوسطي للسكان 40.3 عاماً. وكانت نسبة 20.6% من القاطنين تحت سن الثامنة عشر، وكانت نسبة 7.5% بين الثامنة عشر والرابعة والعشرين عاماً، ونسبة 25.7% كانت واقعةً في الفئة العمرية ما بين الخامسة والعشرين والرابعة والأربعين عاماً، ونسبة 21.8% كانت ما بين الخامسة والأربعين والرابعة والستين، ونسبة 19.5% كانت ضمن فئة الخامسة والستين عاماً فما فوق. يوجد لكل 100 أنثى 80.9 ذكر، ويوجد لكل 100 أنثى في الثامنة عشر من عمرها فما فوق 76.9 ذكر.
بلغ متوسط دخل الأسرة في المدينة 24,753 دولارًا، أما متوسط دخل العائلة فبلغ 35,463 دولارًا. وكان متوسط دخل الذكور 25,403 دولارًا مقابل 21,671 دولارًا للإناث. وسجل دخل الفرد الخاص بالمدينة 16,569 دولارًا. وكانت نسبة 12.6% من العائلات ونسبة 17.3% من السكان تحت خط الفقر، وكان من هؤلاء نسبة 24% تحت سن الثامنة عشر ونسبة 21.8% في الخامسة والستين من العمر وما فوق.

### تعداد عام 2010
بلغ عدد سكان ماريون 7,838 نسمة بحسب تعداد عام 2010، وبلغ عدد الأسر 2,791 أسرة وعدد العائلات 1,709 عائلة مقيمة في المدينة. في حين سجلت الكثافة السكانية 512.3 نسمة لكل كيلومتر مربع (1,326.9/ميل2). وبلغ عدد الوحدات السكنية 3,132 وحدة بمتوسط كثافة قدره 204.7 لكل كيلومتر مربع (530.2/ميل2).
وتوزع التركيب العرقي للمدينة بنسبة 76.54% من البيض و11.13% من الأمريكيين الأفارقة و0.51% من الأمريكيين الأصليين و0.75% من الأمريكيين ذوي الأصول الآسيوية و9.11% من الأعراق الأخرى و1.96% من عرقين مختلطين أو أكثر و13.12% من الهسبانيون أو اللاتينيون من أي عرق.
بلغ عدد الأسر 2,791 أسرة كانت نسبة 31.2% منها لديها أطفال تحت سن الثامنة عشر تعيش معهم، وبلغت نسبة الأزواج القاطنين مع بعضهم البعض 38.5% من أصل المجموع الكلي للأسر، ونسبة 16.6% من الأسر كان لديها معيلات من الإناث دون وجود شريك، بينما كانت نسبة 6.1% من الأسر لديها معيلون من الذكور دون وجود شريكة وكانت نسبة 38.8% من غير العائلات. تألفت نسبة 33.9% من أصل جميع الأسر من عدة أفراد يعيشون في نفس المنزل ونسبة 16% كانت تتألف من شخص يعيش بمفرده يبلغ من العمر 65 عاماً أو أكثر. وبلغ متوسط حجم الأسرة المعيشية 2.36، أما متوسط حجم العائلات فبلغ 3.01.
بلغ العمر الوسطي للسكان 37.9 عاماً. وكانت نسبة 21.3% من القاطنين تحت سن الثامنة عشر، وكانت نسبة 8.8% بين الثامنة عشر والرابعة والعشرين عاماً، ونسبة 29.7% كانت واقعةً في الفئة العمرية ما بين الخامسة والعشرين والرابعة والأربعين عاماً، ونسبة 23.7% كانت ما بين الخامسة والأربعين والرابعة والستين، ونسبة 16.6% كانت ضمن فئة الخامسة والستين عاماً فما فوق. وتوزع التركيب الجنسي للسكان بنسبة 52.3% ذكور و47.7% إناث.

## المناخ
يظهر الجدول التالي التغييرات المناخية على مدار السنة لماريون:
| البيانات المناخية لـماريون        | البيانات المناخية لـماريون | البيانات المناخية لـماريون | البيانات المناخية لـماريون | البيانات المناخية لـماريون | البيانات المناخية لـماريون | البيانات المناخية لـماريون | البيانات المناخية لـماريون | البيانات المناخية لـماريون | البيانات المناخية لـماريون | البيانات المناخية لـماريون | البيانات المناخية لـماريون | البيانات المناخية لـماريون | البيانات المناخية لـماريون |
| الشهر                             | يناير                      | فبراير                     | مارس                       | أبريل                      | مايو                       | يونيو                      | يوليو                      | أغسطس                      | سبتمبر                     | أكتوبر                     | نوفمبر                     | ديسمبر                     | المعدل السنوي              |
| --------------------------------- | -------------------------- | -------------------------- | -------------------------- | -------------------------- | -------------------------- | -------------------------- | -------------------------- | -------------------------- | -------------------------- | -------------------------- | -------------------------- | -------------------------- | -------------------------- |
| متوسط درجة الحرارة الكبرى °ف (°م) | 47 (8)                     | 52 (11)                    | 57 (14)                    | 69 (21)                    | 77 (25)                    | 83 (28)                    | 87 (31)                    | 85 (29)                    | 79 (26)                    | 69 (21)                    | 60 (16)                    | 51 (11)                    | 68 (20)                    |
| متوسط درجة الحرارة الصغرى °ف (°م) | 26 (−3)                    | 28 (−2)                    | 35 (2)                     | 44 (7)                     | 53 (12)                    | 61 (16)                    | 66 (19)                    | 64 (18)                    | 58 (14)                    | 46 (8)                     | 36 (2)                     | 28 (−2)                    | 45 (8)                     |
| الهطول إنش (مم)                   | 4.18 (106)                 | 4.36 (111)                 | 5.59 (142)                 | 4.43 (113)                 | 5.34 (136)                 | 4.68 (119)                 | 4.25 (108)                 | 4.33 (110)                 | 4.44 (113)                 | 4.13 (105)                 | 4.35 (110)                 | 3.93 (100)                 | 54.01 (1٬372)              |
| المصدر: Weatherbase               |                            |                            |                            |                            |                            |                            |                            |                            |                            |                            |                            |                            |                            |

## أعلام
- روي وليامز
- دان روبنسون
- ريتشارد إرفين
- رون جاكوبس